# Cinema sperimentale

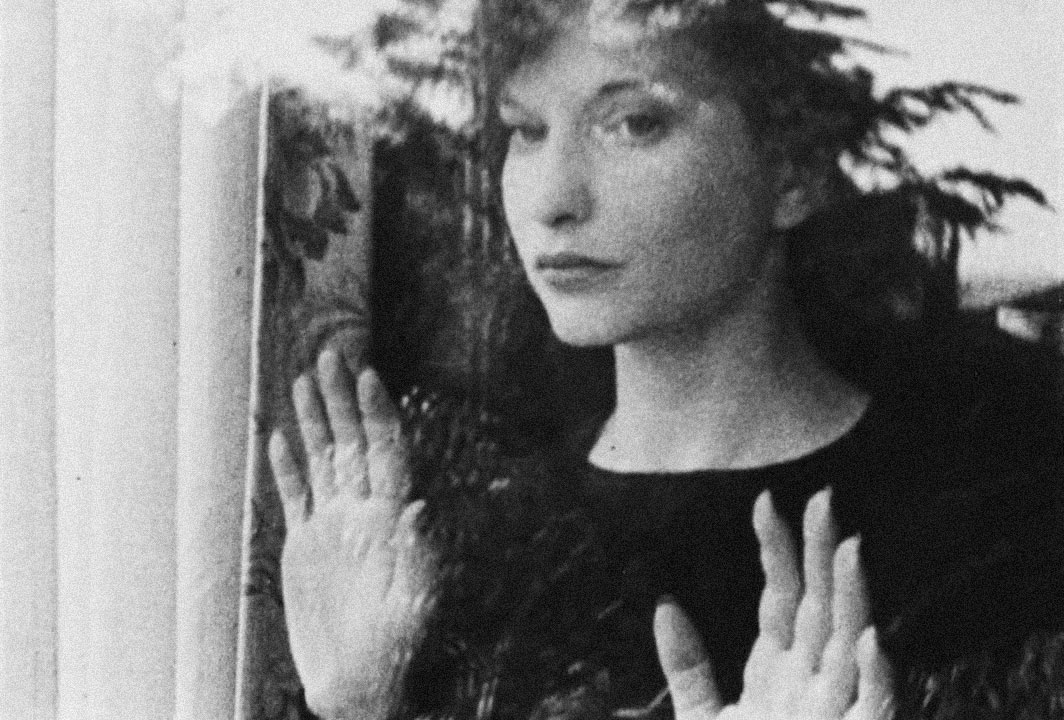
Fotogramma del film Meshes of the Afternoon di Maya Deren che ritrae la stessa Deren mentre guarda fuori della finestra

Con i termini cinema sperimentale o film sperimentale (in inglese experimental cinema) ci si riferisce a una particolare tipologia di cinema, la cui pratica estetica viene comunemente associata a un territorio di confine fra le arti visive e il cinema; i termini "sperimentale" e "cinema" furono usati per la prima volta in relazione diretta nel 1930 dalla rivista statunitense Experimental Cinema.

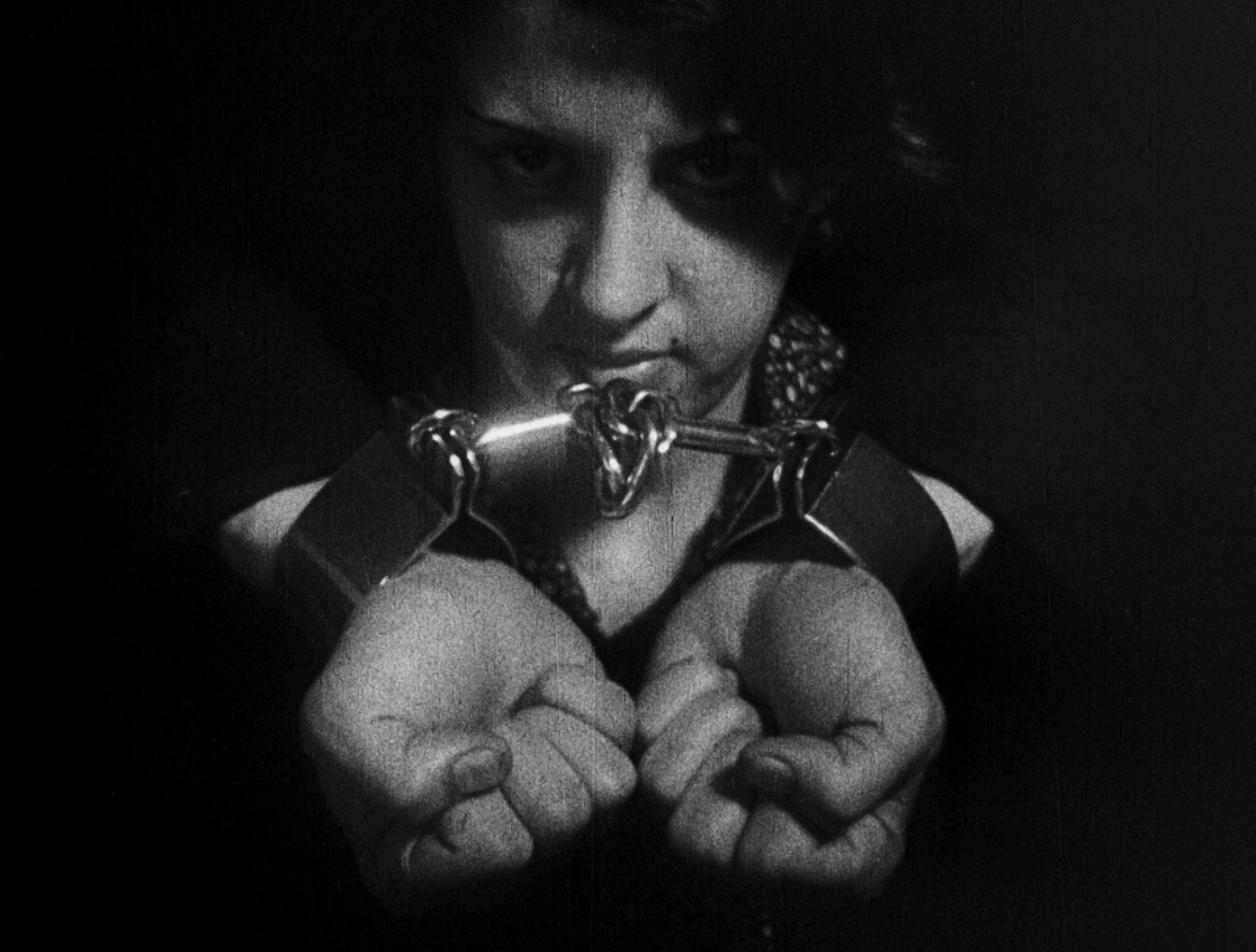
Il film brasiliano Limite (1931), di Mário Peixoto è considerato come il primo lungometraggio sperimentale del cinema.

John Cage, che fu il primo autore a usare il termine sperimentale in musica nel 1955, sosteneva che "un'azione sperimentale è quella il cui risultato non è prevedibile" e in questo senso è importante notare come l'assenza di sceneggiatura sia una delle caratteristiche più comuni attribuite ai film inscritti in questa area.
Le origini del cinema sperimentale possono essere rintracciate nel cosiddetto cinema d'avanguardia degli inizi del XX secolo. Dal 1930 al 1950 con il termine cinema sperimentale gli statunitensi si riferivano all'avanguardia cinematografica americana. Con il tempo però il termine cinema sperimentale, pur venendo sempre più messo in discussione dagli autori e dai critici, ha assunto il valore di termine ombrello che, pur nella sua inadeguatezza e ambiguità, comprende un'ampia gamma di stili di produzione filmica, generalmente differente o in aperta opposizione alle pratiche del cinema commerciale dominante, di fiction o documentario che sia.

## Caratteristiche generali
Tra il 1930 e il 1950 i termini cinema d'avanguardia e cinema sperimentale venivano usati per riferirsi alle tendenze avanguardistiche rispettivamente dell'Europa e degli Stati Uniti. Intorno agli anni '50 gli artisti cominciarono a sentire il limite di una parola che facesse sembrare le loro opere come dei parziali tentativi, degli esperimenti, sostituendo di volta in volta la parola sperimentale con Cinema personale, Cinema individuale e Cinema indipendente. Se nel 1960 la politica degli autori rese anacronistici i primi due termini, il termine cinema indipendente fu abbandonato in seguito all'adozione di questo da parte di alcuni cineasti di Hollywood. Fu Marcel Duchamp, in una famosa conferenza a Filadelfia nel 1961, a dichiarare che l'Arte dovesse diventare sotterranea ("will go underground"), indicando la via per l'utilizzo del termine cinema underground.
Oggi il termine cinema sperimentale ha assunto un valore generico, raggruppando forme filmiche molto diverse fra loro. Nella voce dell'enciclopedia Treccani dedicata al cinema sperimentale Bruno Di Marino elenca, come elementi frequenti di questa modalità produttiva alcuni punti caratterizzanti: "a) assenza di sceneggiatura, dialoghi e interpreti; b) autonomia produttiva dell'autore; c) particolare attenzione all'immagine in sé, a partire dal singolo fotogramma, alle infinite possibilità di manipolarla, con tecniche di vario tipo, sia in fase di ripresa sia nel processo di sviluppo e stampa; d) uso di supporti non necessariamente professionali (8 mm, super 8, 16 mm) e in alcuni casi assenza di macchina da presa; e) uso particolarmente creativo e non lineare del montaggio; f) stretta relazione con altre discipline quali pittura, musica e fotografia; g) estraneità rispetto ai normali canali distributivi". Con il sostegno crescente delle istituzioni vennero prodotti anche film più complessi come Rameau's Nephew by Diderot (Thanx to Dannis Young) by Wilma Shoen (1974) di Michael Snow che durava ben 4 ore.

## Storia del cinema sperimentale

### Le avanguardie storiche e il cinema
Fin dai primi anni '10, le nascenti avanguardie storiche artistico-letterarie, pur nella loro intrinseca diversità con il cinema, iniziarono su questo ambito un percorso di riflessione ed interazione pur mantenendo "modalità, finalità ed esiti profondamente diversi", tanto che alcuni critici ritengono più corretto parlare del rapporto fra arte ed avanguardie più che di vero e proprio cinema d'avanguardia.

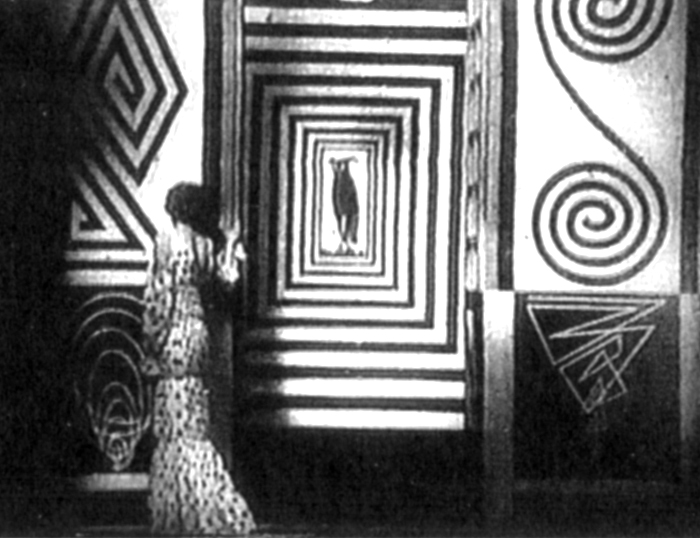
Un fotogramma di Thaïs (1917) di Anton Giulio Bragaglia

 Se la fascinazione del cinema sul futurismo e sul dadaismo era infatti dovuto al carattere innovatore e rivoluzionario del mezzo, che con la sua apparizione sconvolse l'assetto delle arti così come erano state pensate fino a quel momento, facilitando la radicale messa in discussione dei canoni estetici ad essi precedenti, per il surrealismo e per le avanguardie russe il cinema diventa vero e proprio terreno di elaborazione di una nuova estetica e sperimentazione di nuovi linguaggi. La pubblicazione del Manifesto della cinematografia futurista, che vide prevalere le tesi di Marinetti su quelle ad esse opposte di Boccioni, fu il punto di partenza per un'accesa riflessione sull'uso artistico del cinema. Purtroppo a questo non seguì una cospicua produzione cinematografica e l'unico esempio di cinema futurista giunto fino a noi fu Thaïs (1917) di Anton Giulio Bragaglia, mentre Vita futurista (1916) di Arnaldo Ginna (scritto dallo stesso Marinetti) andò perduto e Velocità di Marinetti non fu mai realizzato, rimanendo in forma di sceneggiatura.
Interazioni fra avanguardie e cinema erano comunque già nell'aria da qualche anno tanto che Paul Wegener dopo la realizzazione di Der Golem (1915) sosteneva il bisogno del cinema di "liberarsi dal teatro e dal romanzo, creare con i mezzi del cinema, con la sola immagine" e Marcel Duchamp nel 1912, prima di avvicinarsi al movimento Dada, aveva realizzato il celebre Nudo che scende una scala, ispirandosi agli autori del pre-cinema Eadweard Muybridge ed Étienne-Jules Marey.
L'interesse del cinema dadaista per le "comiche" americane appariva chiaro nel film di René Clair del 1924 Entr'acte a cui parteciparono Francis Picabia, Marcel Duchamp e Man Ray e con musiche di Erik Satie. Altre volte i film dada si avvicinavano di più a composizioni grafiche o astratte, come nei casi di Anémic Cinéma di Duchamp o Le retour à la raison di Man Ray.

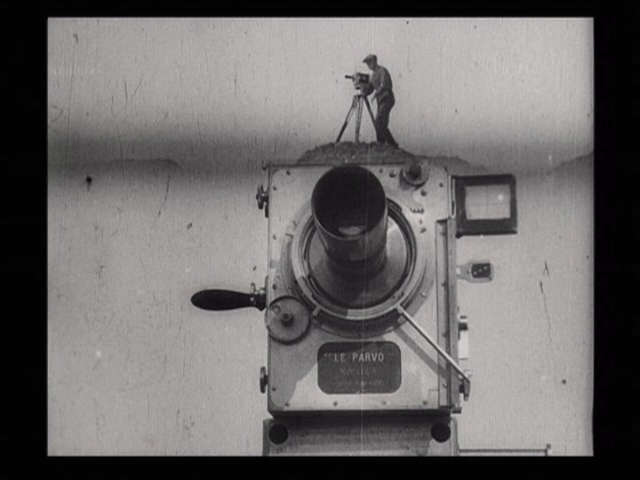
Dziga Vertov in un fotogramma del film L'uomo con la macchina da presa

 I surrealisti focalizzarono invece la loro attenzione nell'analogia fra cinema e sogno, fra cinema ed inconscio, ispirando spesso le più articolate sperimentazioni in campo cinematografico, anche se raramente riconosciute dal circolo dei surrealisti come inscrivibili al movimento. È questo il caso di Ballet mécanique (1924) di Fernand Léger o di Le sang d'un poète (1930) di Jean Cocteau, oppure ancora di La coquille et le clergyman (1927) di Germaine Dulac, che vedeva la sceneggiatura di Antonin Artaud. Furono invece riconosciuti come cinema surrealista dai surrealisti stessi i film Un chien andalou (1928) e L'âge d'or (1930) di Luis Buñuel, nei quali il movimento vide l'equivalente nel cinema della scrittura automatica da loro teorizzata.
In Germania, il cinema espressionista ebbe una risonanza mondiale con Il gabinetto del dottor Caligari (1920) di Robert Wiene, tanto che il termine caligarismo venne ad indicare i film con una recitazione fortemente teatrale ed influssi pittorici per creare deformazioni percettive, uniti all'esigenza di un controllo totale degli elementi della messa in scena.
Il Cinema russo d'avanguardia trovò invece la sua controparte al modernismo pittorico e fotografico attraverso le teorie sul montaggio. I film di Dziga Vertov, Sergei Eisenstein, Lev Kuleshov, Aleksandr Petrovič Dovženko, e Vsevolod Pudovkin offrirono un modello alternativo di montaggio a quello hollywoodiano classico, contribuendo così alla ricerca linguistica del cinema d'avanguardia internazionale.
Nello stesso periodo, fuori dall'Europa, altri autori, seppur non organizzati in movimenti artistico-avanguardistici, sentirono l'esigenza di intraprendere percorsi artistici con linguaggi innovatori e modernisti. Negli Stati Uniti sono da ricordare Manhattan (1921) di Charles Sheeler e Paul Strand, e The Life and Death of 9413: a Hollywood Extra (1928) di Slavko Vorkapich e Robert Florey oppure i film del medico e filantropo di Rochester James Sibley Watson The Fall of the House of Usher (1928) e Lot in Sodom (1933). In Giappone Kinugasa Teinosuke realizzò Kurutta ippeiji - Una pagina di follia nel 1926 ed in Brasile Mário Peixoto realizzò Limite (1930).

### La nascita del cinema sperimentale

#### 1930-1960: cinema sperimentale negli Stati Uniti
L'unione dei termini cinema e sperimentale apparve per la prima volta nella rivista statunitense Experimental Cinema diretta da Lewis Jacobs e David Platt, dando così inizio a una lunga serie di riflessioni e tentativi in questa direzione.
Un contributo importante per la diffusione del cinema sperimentale, soprattutto negli Stati Uniti, fu l'introduzione del formato 16 mm (Eastman Kodak) nel 1923, che permise, di li a qualche anno, la dotazione di scuole e musei, di strumentazioni per la produzione e la proiezione di film. Le strutture museali di Arte Moderna, che prima della seconda guerra mondiale proiettavano i classici stranieri, divennero poi parte del tessuto distributivo del cinema sperimentale. Ma fu anche grazie al lavoro instancabile di figure come Maya Deren, autrice nel 1943 di Meshes of the Afternoon, che a poco a poco venne a formarsi una rete distributiva no profit fatta di conferenze, musei ed apposite sale. Autori come Willard Maas, Marie Menken o i fratelli Whitney trovarono gradualmente nuovi luoghi di presentazione di film. Molti degli autori delle avanguardie europee, in fuga dagli scenari di guerra, si erano poi trasferiti in USA, innestandosi spesso in questa rete distributiva. Uno dei primi film d'artista a raggiungere un discreto successo di pubblico fu Dreams That Money Can Buy di Hans Richter, favorito anche da nuove realtà nascenti come la rassegna Art in Cinema, nata nel 1946 e curata da Frank Stauffacher presso il San Francisco Museum of Modern Art o l'associazione Cinema 16, fondata a New York nel 1949 oppure ancora i numerosi centri cinematografici studenteschi, sempre pronti a recepire nuove forme cinematografiche. Nel 1954 nasce il Film Council of America, poi divenuto l'American Federation of Film Societies, che racchiudeva tutti i Cine Club nazionali.

#### 1930-1960: cinema sperimentale in Europa e in Italia
Dopo il 1930, un po' per il forte debito al passato delle avanguardie storiche nel cinema, un po' per la ridotta diffusione del 16 mm, ma anche e soprattutto a causa delle articolate vicende politiche europee, il cinema d'artista europeo vide un periodo di bassa produttività che durò fino alla guerra del '39/'45. Alcuni autori da ricordare sono i polacchi Stefan e Franciszka Themerson con il loro "Przygoda czlowieka poczciwego" ("Le avventure di un buon cittadino")" del 1937, i cecoslovacchi Alexander Hackenschmied con Na Pražkém hradě (Al castello di Praga) del 1932, Jan Kučera con Burleska (Burlesco) del 1933 e Jiří Lehovec con Divotorné oko (L'occhio magico) del 1939. Nel 1948 nasce il primo Festival international du cinéma expérimental de Knokke-le-Zoute a Knokke-Heist in Belgio e nel 1947 nasce la prima Federazione Internazionale dei Cine Club. La minor diffusione del 16 mm favorì, nel dopoguerra, la formazione di specifici Cine Club, con programmazioni d'art et essai ed appoggiati spesso da specifici finanziamenti per la cultura.
Nel 1952, Guy Debord, ricalcando i dettami delle teorie della neo-avanguardia lettrista, realizza il suo Hurlements en faveur de Sade (Urla in favore di Sade). Il film era composto da fotogrammi neri alternati a fotogrammi bianchi, sovrastati dalla voce fuoricampo.
Uno dei primi usi del termine "Sperimentale" nelle arti in Italia fu legato al Teatro Sperimentale degli Indipendenti, fondato da Anton Giulio Bragaglia nel 1923 ed attivo fino al 1936. Fu però con la costituzione delle cellule cinematografiche del GUF (CineGUF), con la capillare diffusione dei Cine Club e con la fondazione del Centro Sperimentale di Cinematografia, che il termine "cinema sperimentale" entrò in Italia. Seppur rivolti verso una retorica nazionalista che tendeva a sopire le forme più libere del cinema, rivolgendosi perlopiù verso il cinema di propaganda fascista, questi centri svilupparono anche le prime elaborazioni teoriche e pratiche sulla sperimentazione nel cinema. Personaggio di spicco di tali movimenti fu Francesco Pasinetti, autore di alcuni film sperimentali che nel 1935 ne fornì la propria definizione nella rivista Quadrivio: "Per cinematografo sperimentale intendiamo le espressioni di film a passo ridotto e per cineamatori quelli che eseguiscono detti film", demarcando la differenza dai cine-dilettanti con "l'avvicinamento a quello che può essere un cinema artistico, che non si preoccupa dei valori commerciali". Nel suo saggio Il film sperimentale invece, Domenico Paolella ne sancisce la separazione sia dal cinema commerciale che dal cinema d'avanguardia, definendo il cinema sperimentale come "fenomeno schiettamente italiano". Nel dopoguerra, anche a causa del legame con i GUF e del prevalere del neorealismo, il termine Cinema sperimentale cadde in disuso. A differenza della realtà statunitense però, tali strutture, che riunivano spesso le migliori menti sia della cultura fascista (CineGUF), che di quella con posizioni più morbide ed a volte antifasciste (Cine Club), venivano sovvenzionate dallo stato sia prima che dopo la guerra, permettendo agli iscritti di autoformarsi per poi partecipare attivamente al panorama cinematografico nazionale. Rimangono di quel periodo alcuni importanti film fra cui Mediolanum del 1933 e Sinfonia del lavoro e della vita del 1934 di Ubaldo Magnaghi, Entusiasmo e Nuvole del 1934 di Francesco Pasinetti, Il cuore rivelatore del 1934 di Mario Monicelli e Fiera di tipi del 1934 di Antonio Leonviola. Vi fu poi il lavoro di Luigi Veronesi, che dal 1939 con i suoi Film, una serie di pellicole nelle quali il pittore dipingeva a mano i fotogrammi, e con il suo compendio "Note di cinema" pubblicato dal CineGUF di Milano nel 1942, è fra i pochissimi in Italia ad affrontare le tematiche del cinema astratto.
Gli anni '50 furono incentrati in Italia sul neorealismo ed, eccezion fatta per alcuni film come Tre tempi di cinema astratto (1951) di Elio Piccion, realizzato probabilmente filmando le prime immagini elettroniche o Spatiodynamisme (1958) di Tinto Brass, bisognerà aspettare fino al 1961, anno in cui David Stone presenta un programma al Festival dei Due Mondi di Spoleto incentrato sul New American Cinema, affinché in Italia si torni a parlare di cinema sperimentale.

### Il cinema sperimentale negli anni sessanta e settanta

#### Stati Uniti, 1960-1977: dal New American Cinema al cinema strutturale

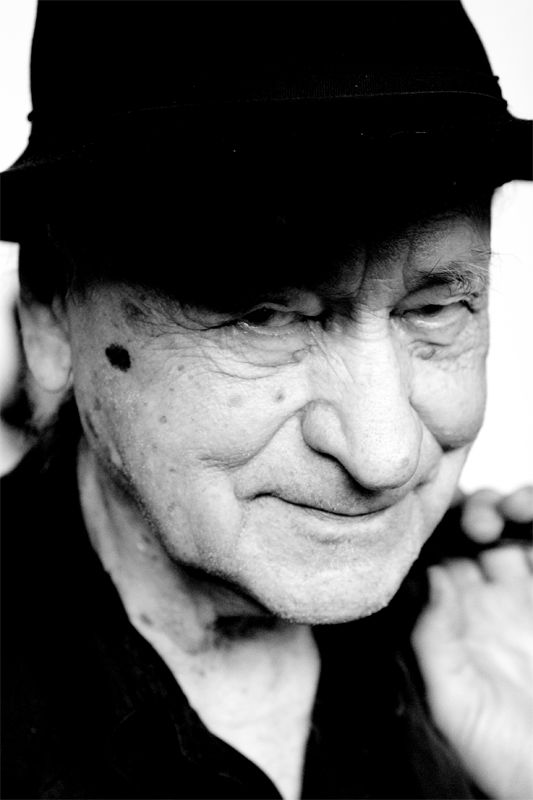
Il filmaker lituano Jonas Mekas, uno di fondatori della New York Film-Makers' Cooperative

Fu il modello associativo di Cinema 16, che più degli altri permise la costituzione negli USA di un tessuto distributivo esterno alle sale cinematografiche, formato da società cinematografiche, microcinema, musei, gallerie d'arte, archivi e festival cinematografici. E fu in questo contesto che Jonas Mekas fonda prima la rivista Film Culture nel 1955, per poi dar vita, nel 1960 al New American Cinema Group assieme a una ventina di registi. Nel 1962 fondano la Film-Makers' Cooperative, una società di distribuzione che nel giro di pochi anni raggiunse un catalogo di 4000 pellicole 16mm che comprendeva film molto diversi fra loro come Guns of the trees e Adolfas Hallelujah the hills di J. Mekas, Flaming creatures (1963) di Jack Smith, Twice a man (1964) di Gregory J. Markopoulos, Scorpio rising (1963) di Kenneth Anger. La cooperativa raggruppava infatti autori uniti più dal rifiuto del linguaggio commerciale hollywoodiano che da una vera e propria poetica o estetica comune, tanto che alcuni fra questi incassarono anche alcune riserve da parte di Makas, come John Cassavetes con Shadows (1960) oppure altri si unirono solo tardivamente al gruppo come Shirley Clarke che aderì dopo il suo The Connection o Andy Warhol che aderì con i suoi Sleep e di Eat ed Empire (1964). Nel 1967 il Nuovo Cinema Americano aveva raggiunto un discreto successo di pubblico ed il termine "New America Cinema" era usato da tempo per descrivere tutta una nuova generazione di cineasti sperimentali, tanto che alcuni esponenti del nucleo originario del New American Cinema Group ne scrissero un provocatorio necrologio.

Fu sul finire degli anni '60, che alcuni registi legati al movimento Fluxus guidato da George Maciunas come George Landow, Paul Sharits, Hollis Frampton, Michael Snow e Yoko Ono, si posero in un rapporto di continuità, spesso intellettualizzandone le modalità, con quanto fatto dal precedente New America Cinema. Il critico cinematografico P. Adam Sitney in un articolo apparso su Film culture, parlò di film strutturale o di Cinema strutturale, sottolineandone la forma filmica semplificata ed esplicita fin dalle prime immagini, che obbligava il pubblico a coglierne i minimi particolari. 

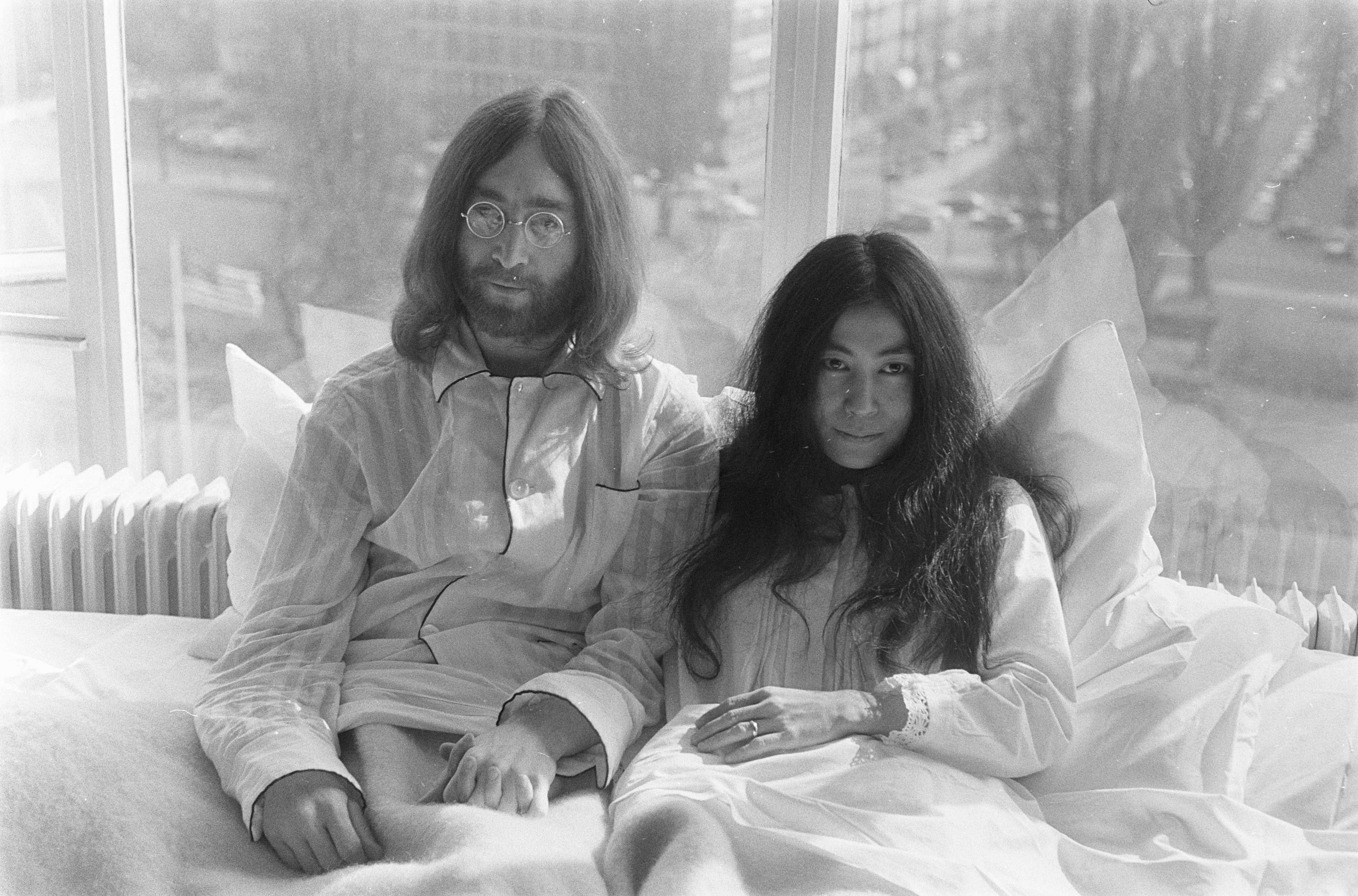
Lennon e Yoko Ono nel Bed-in pacifista

 Ispirato spesso al lavoro di Marcel Duchamp e John Cage, il film strutturale riprendeva azioni o eventi consueti in lunghi piani sequenza volti ad enfatizzare particolari e piccoli movimenti, nel tentativo di superare i confini tra Arte e Vita. L'approccio strutturalista dei "fluxusfilm" appare chiaro in opere come "Disappearing Music For Face" (1966) di Mieko Shiomi, in cui un volto che sorride è ripreso in un rallenty che ne rende quasi impercettibili i movimenti, in Fog Line (1970) di Larry Gottheim, lo svanire della nebbia in un campo lungo lascia comparire un gregge di bestiame, mentre in Fly (1971) di John Lennon e Yoko Ono la macchina segue per tutto il film una mosca su un corpo femminile. Altre volte viene usata la tecnica della ri-fotografia oppure della ripetizione, come Ken Jacobs, che nel suo Tom, Tom fhe Piper's Son (1969) trasformò con queste tecniche un film d'archivio del 1905 in un gioco di luci. Molti dei film strutturalisti sono poi organizzati in strutture rigide e quasi matematiche. Strutture ed istituzioni nate già da anni supportavano questo tipo di cinema: è il caso del Millennium Film Workshop di New York fondato nel 1965, del Anthology Film Archives fondato nel 1970 da J. Mekas, il Collective of Living Cinema del 1973 sosteneva i registi più giovani e nello stesso anno il National Endowment for the Arts ed altri enti statali iniziarono a supportare finanziariamente questo tipo di cinema.
Al cinema strutturalista si opposero presto autori di cinema sperimentale che vedevano un limite espressivo ed un limite alla possibilità di azione politica nella vicinanza alle istituzioni di questo movimento. Fu il caso del cinema femminista, che trovò nel lavoro della regista e scrittrice Laura Mulvey e nella convinzione che il cinema hollywoodiano rinforzasse le convenzioni di genere e la patriarcalità, uno dei primi punti di riferimento. La loro risposta era di resistere a tale descrizione dei ruoli, in modo mostrarne le contraddizioni. Chantal Akerman e Sally Potter furono due registe che lavorarono in questo senso negli anni '70.

#### Europa/Italia, 1960-1977: dalla London Film Cooperative alla Cooperativa Cinema Indipendente di Roma
Nel 1961 David Stone presenta un programma al Festival dei Due Mondi di Spoleto incentrato sul New American Cinema. Negli anni '60, la maggior diffusione di cineprese amatoriali diventerà un motore propulsivo alla diffusione del cineclubbismo che diede inizio all'underground italiano, con film spesso strutturati in forma di scrittura personale e diretti quasi esclusivamente ai Cine Club.
Nel 1963 Umberto Eco nel seminario dal titolo Lo sperimentalismo e l'avanguardia tenutasi a Palermo ed organizzato dal Gruppo '63, riconosce il valore della ricerca filmica sperimentale nel lavoro di Gianfranco Baruchello e Alberto Grifi e fra il 1964 ed il '65 esce il loro lavoro più celebre, Verifica incerta. Baruchello aveva già realizzato il film Il grado zero del paesaggio (1963) e tra il 1968 e il 1970 realizza più di dieci film;  tra questi Costretto a scomparire fu presentato,  tra l'altro, alla mostra Information, a cura Kynaston McShine, presso il Museum of Modern Art, a New York.  A Milano nello stesso anno nasce il gruppo MID o anche Movimento Immagine Dimensione, che si muove a cavallo fra creazione di ambienti, psicologia sperimentale e cinema sperimentale. Il loro film dal titolo Esperimento di riprese, che consisteva in una serie di sequenze stroboscopiche, fu presentato al Centro di Filmologia e Cinema Sperimentale di Napoli. La presentazione influenzerà fortemente il lavoro filmico dello psichiatra Adamo Vergine, poi divenuto uno dei fondatori della Cooperativa Cinema Indipendente, nata nel 1967 a Napoli, ma presto trasferitasi a Roma, con l'intento di aggregare artisti e filmakers di diversa provenienza e di distribuire i lavori in quel circuito potenziale che Alfredo Leonardi descriveva come una rete formata da "decine di migliaia di circoli del cinema, circoli culturali, associazioni di ogni genere che hanno un proiettore 16mm, oppure che hanno una stanza, perché il proiettore lo portiamo noi". Già negli anni precedenti infatti, realtà italiane come la rassegna di Porretta Terme del 1964 o la Mostra internazionale del Nuovo Cinema di Pesaro nel 1967, erano state una vetrina per il Nuovo Cinema Americano, e nel 1967 il Filmstudio di Roma divenne uno dei Cine Club più attivi nella diffusione del cinema sperimentale italiano ed internazionale. In queste occasioni il cinema sperimentale si mescola ai movimenti ed alle ideologie del Sessantotto, invocando spesso la nascita di un Cinema della rivolta.

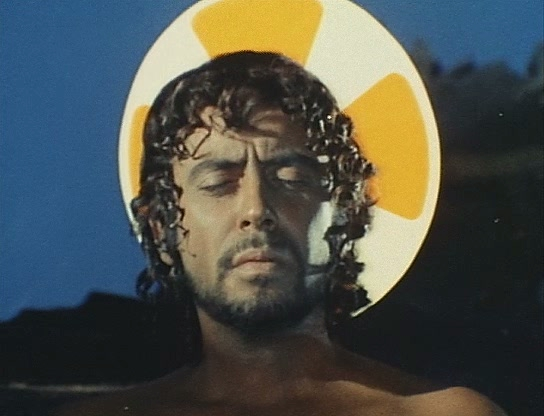
Fotogramma da Salomè di Carmelo Bene

Molte sono poi le iniziative che favoriscono le interazioni fra il "nuovo cinema" e le altre arti. Allo Studio Pistoletto di Torino venivano proiettati i film del CCI e dei cineamatori locali come Tonino De Bernardi, Mario Ferrero, Paolo Menzio, Ugo Nespolo e Gabriele Oriani. Sylvano Bussotti realizza il suo Rara tra il '67 ed il '69, Alvin Curran del gruppo Musica Elettronica Viva ed il Living Theatre collaborano con Alfredo Leonardi e Carmelo Bene realizza Nostra Signora dei Turchi nel 1968, Capricci nel 1969 e Salomè nel 1972. Alcuni artisti che realizzarono o parteciparono ai film del CCI furono Mario Schifano, Franco Angeli, Pierre Clémenti, Carlo Cecchi, Gerard Malanga, Tano Festa, Sandro Penna, i Rolling Stones e Jean-Luc Godard.
La Cooperativa Cinema Indipendente durò purtroppo solo fino al 1970, tanto che Adriano Aprà, qualche anno dopo ebbe a dire che il cinema underground italiano non ebbe mai una vera nascita. Rimangono però di quel periodo molti film che rappresentano oggi un nucleo centrale della storia del cinema d'artista italiano.
Un'altra scena del cinema d'artista italiano può poi essere considerata quella che gravitava attorno alla Accademia di belle arti di Macerata e di cui fecero parte artisti come Magdalo Mussio, Rosa Foschi, Luca Patella e Valeriano Trubbiani.

### La sperimentazione nel contemporaneo
Sebbene il cinema sperimentale sia noto a un numero relativamente limitato di professionisti, accademici e intenditori, ha influenzato e continua a influenzare la cinematografia, gli effetti visivi e il montaggio mainstream. L'evoluzione del dispositivo cinematografico, "l'idea dello sconfinamento dalla rigida cornice dello schermo nacque fin dagli anni Venti" con Napoléon di Abel Gance. Negli ultimi decenni l'avvento del digitale ha portato a ulteriori riflessioni sul mezzo:
"Con l'avvento dell'immagine elettronica prima e di quella digitale poi, si è intensificata l''esplosione' schermica, si sono accentuate la compresenza e la sovrapposizione di più immagini, anche attraverso il confronto tra monitor e videoproiezione, fino ai dispositivi interattivi e virtuali. Infine, lo sviluppo della tecnologia Imax, ovvero di uno schermo di 360° che può avvolgere lo spettatore, non è altro che la realizzazione ‒ pur nell'ambito del cinema spettacolare ‒ di un sogno prettamente avanguardistico".

Bruno Di Martino, Cinema Sperimentale in Enciclopedia del cinema (2004)
Registi di fama internazionale come David Lynch, Jonathan Glazer, Gus Van Sant, Lars Von Trier, Michael Haneke, Olivier Assayas impiegano tecniche e iper-narrazioni proprie del cinema sperimentale e underground in film spesso narrativi e di genere. Nel caso di Von Trier, la fondazione (con Thomas Vinterberg) del movimento cinematografico Dogma 95 ha portato verso la fine degli anni novanta e i primi duemila alla creazione di film interamente realizzati con videocamere a nastro (considerate amatoriali), come Festen e Idioti.
Anche i videoclip musicali possono essere visti come una commercializzazione di molte tecniche nate con la sperimentazione, così come il design dei titoli e la pubblicità televisiva. Oggi la sperimentazione viene celebrata in numerosi eventi internazionali interamente dedicati all'avanguardia cinematografica contemporanea, come l'Ann Arbor Film Festival (che si tiene dal 1963, dato che lo rende l'evento di cinema sperimentale più antico del mondo), l'Image Forum Festival e l'Experimental Forum.

## Tendenze principali
David Bordwell e Kristin Thompson nel loro Storia del cinema e dei film - Dal dopoguerra a oggi dividono il cinema sperimentale in quattro tendenze principali: Il film astratto, la narrativa sperimentale, il film lirico e l'antologia sperimentale.